# Peperstraat (Groningen)
De Peperstraat is een zijstraat van de Poelestraat midden in het centrum van Groningen.
Voor de naam bestaan twee verklaringen. De eerste is dat de naam komt van de specerij. In de straat zaten veel paardenhandelaren en die zouden zich hebben laten betalen met zakjes van het destijds zeer dure peper. De andere verklaring gaat uit van peper als de volksnaam voor de mattenbiesplant. In die verklaring zou de straat historisch plaats hebben geboden aan stoelenmatters en mandenvlechters.
Aan het einde van de straat bevindt zich het zeshonderd jaar oude Pepergasthuis.
De straat staat ook bekend om zijn talrijke kroegen die drukbezocht worden door de vele studenten die Groningen rijk is. De langstbestaande cafés in de Peperstraat zijn Café de Ster (metalcafé, rond 1980; gesloten in 2010, verplaatst naar Bezinebar in de Hoekstraat) en De Kar (danskroeg, opende eind jaren zeventig, gesloten in 2010). Ook is er de studentenvereniging A.S.V. Dizkartes gevestigd.
Voormalig restaurant Havanna werd in 2007 gekraakt, tegelijk met Het Pakhuis. De bewoners hebben het pakhuis op verzoek van de nieuwe uitbater verlaten. Voormalig restaurant Havannah is in 2008 nog steeds een kraakpand.
Veel bekende horecagelegenheden zijn in de loop der jaren verdwenen, maar hebben hun sporen achtergelaten in de geschiedenis van Groningen. Café De Koekoek (nu: De Shooters) en café Josje (later De Ster, nu The Jack) waren twee cafés waar in de jaren 70 de Groninger muziekstroming Het Springtij opleefde. De Warhol (met daarin de bekende bar Andy's Room) was in de jaren negentig een van de bekendste trekpleisters van de Peperstraat. De Warhol is in 2008 heropend in de Papengang.

## Monumenten
| Adres                          | Bouwjaar       | Beschrijving                                                      | Monument  | Foto |
| ------------------------------ | -------------- | ----------------------------------------------------------------- | --------- | ---- |
| Peperstraat 2 hoek Poelestraat | middeleeuwen   |                                                                   | GM 103095 |      |
| Peperstraat 7                  | 1901           | Magazijn met kantoor en bovenwoning                               | GM 103052 |      |
| Peperstraat 11                 |                |                                                                   | RM 18657  |      |
| Peperstraat 14                 |                |                                                                   | RM 18658  |      |
| Peperstraat 15                 |                |                                                                   | RM 18659  |      |
| Peperstraat 18                 | 1880           | Winkelpand met bovenwoning in neoclassicistische stijl            | GM 103071 |      |
| Peperstraat 19                 |                |                                                                   | RM 18660  |      |
| Peperstraat 20-22              | 1405           | Het Pepergasthuis                                                 | RM 18661  |      |
| Peperstraat 21                 |                | A.S.V. Dizkartes                                                  | RM 18662  |      |
| Peperstraat 23 hoek Papengang  | 1882 (verbouw) | Pand, twee bouwlagen met mezzanino onder dwarsgeplaatst schilddak | GM 103059 |      |
| Peperstraat 27                 |                |                                                                   | RM 18663  |      |